# Santi Angeli Custodi a Città Giardino
Koordinaten: 41° 56′ 8,1″ N, 12° 32′ 9,1″ O
Santi Angeli Custodi (lateinisch Sanctorum Angelorum Custodum) ist die römisch-katholische Pfarrkirche der gleichnamigen Pfarrei im römischen Stadtviertel Monte Sacro unmittelbar an der Piazza Sempione in Rom.
Die Kirche wurde in den Jahren 1922–1926 im Auftrag des Papstes Benedikt XV. errichtet. Gestaltet wurde sie von Gustafo Giovannoni, der sich für einen neoklassischen Stil entschied. Seit 2010 ist sie Titelkirche der römisch-katholischen Kirche. Der Altar ist dem von Guercino Michael der Erzengel nachempfunden. Die Fresken und das Gemälde Die Geburt des Erretters stammen von Aronne Del Vecchio.
Seit 1965 ist sie auch Titelkirche der nach ihr und der früher als „Gartenstadt“ bezeichneten Umgebung benannten Titeldiakonie.